# Литейная улица (Ломоносов)
Лите́йная улица — улица в городе Ломоносове Петродворцового района Санкт-Петербурга, в историческом районе Мартышкино. Юридически проходит от Павловского проспекта за Ивановскую улицу; фактически улица на местности отсутствует.
Название появилось в 1950-х годах. Дано по располагавшемуся в начале улицы литейно-механическому заводу (ныне не существует).
Сейчас по Литейной улице числятся три дома: 2, 5 и 7. Дом 6 снесён.

## Застройка
- дом 5 — жилой дом (1955[2])